# Eubergia argyrea
Eubergia argyrea är en fjärilsart som beskrevs av Gustav Weymer 1908. Eubergia argyrea ingår i släktet Eubergia och familjen påfågelsspinnare. Inga underarter finns listade i Catalogue of Life.